# Гркаје
Гркаје је насеље у општини Лепосавић на Косову и Метохији. Површина катастарске општине Гркаје где је атар насеља износи 1.200 ha. Припада месној заједници Сочаница. Село се налази са леве стране Ибра, 12 km југозападно од Лепосавића. Куће су лоциране са обе стране Гркајске реке. Према положају кућа и њиховој међусобној удаљености спада у разбијени тип насеља. Село се дели на крајеве Доње и Горње Гркаје. Надморска висина села 564м. У привредном животу становништво Гркаја је упућено на Гркајску реку и баштованство. Под повртарским културама су нижи делови алувијалне речне равни, а у најнижем појасу у њиве под кукурузом, воћем и сенокосне ливаде.

## Демографија
- попис становништва 1948: 223
- попис становништва 1953: 255
- попис становништва 1961: 288
- попис становништва 1971: 227
- попис становништва 1981: 158
- попис становништва 1991: 115

У селу 2004. године живи 111 становник. У Гркају живе родови: Стефановићи, Костићи, Тимотијевићи, Минићи, Алексићи, Вулетићи, Игњатовићи, Крстићи, Гвозденовићи.